# أبناء الرشيد (مسلسل)
أبناء الرشيد هو مسلسل من إنتاج المركز العربي للإنتاج الإعلامي - الأردن، المنتج عدنان العوامله، المنتج التنفيذي طلال العوامله، من إخراج المخرج التونسي شوقي الماجري، سيناريو وحوار غسان زكريا وغازي الذيبة وبطولة رشيد عساف،إياد نصّار، منذر رياحنه، عبير عيسى، نورمان اسعد، قمر خلف، نادية عودة، محمد المجالي، فايز قزق.
حازالمسلسل على الجائزة الذهبية في مجال الدراما التاريخية في مهرجان القاهرة العربي للإعلام 2006 

## قصة المسلسل
احتار الرشيد أي ابن من أبنائه يقدم على الآخر لخلافته، فأشار عليه وزيره أن يكون العهد للأمين ومن بعده المأمون، ووضع بذلك ابنيه الأثيرين الأمين والمأمون في خضم صراع تعددت معانيه، واختلفت أسبابه، وحمل سمات ذلك العصر، فاصبح أمثولة للاعتبار والدرس في فترة تاريخية غنية بتفاصيلها، وزاخرة بتصاريف السياسة والأحداث، حيث يتطرق العمل إلى حيرة الخليفة العباسي الأشهر هارون الرشيد حول من يختار من بين ابنيه ليوليه الحكم من بعده محمد بن هارون الملقب بالأمين، وهو ابن زبيدة ابنة عم الرشيد وسليلة بني عباس أماً وأباً، أم عبد الله بن الرشيد الملقب بالمأمون، والذي يتمتع بدرجة عالية من الثقافة والحكمة ويعد رجل إدارة من الطراز الأول، بين هذا وذاك احتار الرشيد أيهما يقدم على الآخر، فأشار عليه وزيره أن يكون العهد للأمين أولاً ومن بعده المأمون، ومن هنا تتتابع الأحداث.

## أبطال العمل والأدوار
رشيد عساف في دور هارون الرشيد، نورمان اسعد في دور العباسة، إياد نصار في دور عبد الله المأمون، منذر رياحنة قي دور محمد الأمين، عبير عيسى في دور زبيدة، فايز قزق في دور الفضل بن الربيع، غسان مسعود في دور علي بن موسى الرضا.مرح جبر في دور عليا، منى واصف في دور عتابة، نبيل المشيني في دور يحيى بن خالد البرمكي، هشام هنيدي في دور سهل بن هارون، هاني الروماني في دور حيان الوراق، ناريمان عبدالكريم في دور مراجل، فادي إبراهيم في دور جعفر بن يحيى البرمكي، عاكف نجم في دور حسن بن سهل، قمر خلف في دور شمس، محمد المجالي في دور قصي بن حيان، خضر بيضون، أحمد العمري في دور الفضل بن سهل، غزوان الصفدي في دور أحمد بن حنبل، ناديا عودة في دور العزيزة بنت حيان،علي عليان في دور بكر بن المعتمر.حكيم حرب في دور علي بن عيسى بن ماهان، أنور خليل، أشرف طلفاح في دور عبادة، سهيل حداد، سليم شريقي، إيلفين حسن، حازم حداد، ريما الشيخ، وليد البرماوي، كنده حنا، سمير الطويل، عمر قفاف.

## وصلات خارجية
1. تباين في الآراء حول مسلسل الأمين والمأمون
2. شوقي الماجري عن مسلسل الأمين والمأمون-باب نت
3. سعوديون يحتجون على مسلسل الأمين والمأمون-الرياض
4. شوقي الماجري عن مسلسل الأمين والمأمون-باب نت
5. الشيعة يحتجون على مسلسل الأمين والمأمون-صوت الوطن
6. http://www.almustaqbal.com/v4/Article.aspx?Type=np&Articleid=200968%5Bوصلة+مكسورة%5D
7. http://elaph.com/ElaphWeb/Entertainment/2006/10/181766.htm